# SUDGAZ
SUDenergie ist ein Erdgaslieferant und Netzbetreiber im Großherzogtum Luxemburg. Das Unternehmen hat seinen Sitz in Esch an der Alzette. Hervorgegangen ist SUDenergie aus dem Gaswerk Esch (Gründungsjahr: 1899).

## Geschichte
Die heutige Unternehmen SUDenergie ist aus dem 1899 gegründeten Gaswerk Esch entstanden. Das Werk wurde von Carl Francke gebaut und erhielt die Konzession für die Gasversorgung der Stadt. In der Kokerei wurde aus Steinkohle Stadtgas gewonnen, um damit die öffentliche Beleuchtung zu betreiben.
Seit 1923 trug das Gaswerk Esch den Namen Compagnie Générale pour le Gaz et L’Electricité.
Im Jahr 1972 wurde die städtische Gasversorgung komplett auf Erdgas umgestellt. 1989 erfolgte die Umbenennung in die SUDGAZ S.A.
Als Gaslieferant und Netzbetreiber investiert das Unternehmen seit 2015 in erneuerbare Energien und nachhaltige Projekte. 
Im Dezember 2020 erfolgte der Beschluss, die Entwicklung in Richtung einer nachhaltigen Energiewirtschaft im Unternehmensnamen zu verankern – aus SUDGAZ wird SUDenergie.
Heute ist SUDenergie Gaslieferant und Netzbetreiber. Das Unternehmen investiert seit 2015 in erneuerbare Energien und nachhaltige Projekte.

## Anteilseigner / Investoren
Die Aktionäre der SUDenergie sind folgende 14 Gemeinden:
- Esch / Alzette
- Differdingen
- Petingen
- Schifflingen
- Sassenheim
- Bettemburg
- Kayl
- Rümelingen
- Monnerich
- Roeser
- Reckingen
- Dippach
- Garnich
- Käerjeng

## Geschäftsfelder und Kennzahlen
Gashandel
- SUDenergie beliefert insgesamt 38.000 Kunden mit Erdgas im Großherzogtum Luxemburg.

Netzbetrieb
- In den 14 Aktionärsgemeinden betreibt SUDenergie ein 1.145 km langes Erdgasnetz. Die SUDGAZ betreibt ebenfalls eine Erdgastankstelle für das interkommunale Syndikat TICE.[3] Insgesamt 60 der 120 Busse fahren mit Biogas.

Nachhaltige Projekte
- Seit 2015 investiert SUDenergie verstärkt in die Nachhaltigkeit. Einerseits investiert der Betrieb in Projekte, um Energie einzusparen und andererseits in Projekte, um erneuerbare Energien zu produzieren, sei es in Windkraft oder Photovoltaik.
- Im Jahr 2018 initiierte SUDenergie die Gründung der SUDWAND S.A., von der sie 60 % hält. SUDWAND ist verantwortlich für die Projektentwicklung von Windkraftanlagen in den 14 Aktionärsgemeinden der SUDenergie.[4]
- Im Jahre 2019 hat SUDenergie offiziell das Projekt Sonnenenergie für seine Aktionärsgemeinden vorgestellt und treibt seither den Bau mehrerer Photovoltaikanlagen voran.[5]

Kennzahlen

SUDenergie beschäftigt 81 Mitarbeiter und beliefert 38.000 Kunden in Luxemburg. Im Jahr 2020 verkaufte SUDenergie 139 Mio. m³ Gas. Die 24 Solaranlagen, in die das Unternehmen seit 2019 investiert, haben eine gebündelte Leistung von 667 kWp.

## Auszeichnungen
SUDenergie erhielt von der österreichischen Botschaft den „National Energy Globe Award“ für das futuristische und innovative Projekt einer ersten Solarstraße in Luxemburg. Die Solarstraße, die sogenannte „Wattway“, befindet sich auf dem Parkplatz neben dem Rathaus der Gemeinde Sassenheim.